# Racionalni broj
Racionalni broj (lat. ratio – omjer, razmjer) je broj nastao dijeljenjem cijelog broja s prirodnim brojem, npr. 1:2, 1:3, 555:333. Skup racionalnih brojeva {\displaystyle \mathbb {Q} } uveden je zato što operacija dijeljenja nije uvijek moguća na skupu cijelih brojeva {\displaystyle \mathbb {Z} }.

## Mogući zapisi
Racionalni broj se može napisati u obliku razlomka {\displaystyle {\frac {x}{y}}} gdje je {\displaystyle x\in \mathbb {Z} ,y\in \mathbb {N} .} x se naziva brojnik, a y nazivnik. Neki primjeri takvog zapisa su:
{\displaystyle {\frac {2}{7}},{\frac {6}{1}},{\frac {0}{3}},{\frac {-2}{4}},{\frac {5}{5}}.}
Drugi mogući zapis racionalnog broja je u obliku decimalnog broja. Postoje tri vrste zapisa:
Konačni decimalni broj:
{\displaystyle {\frac {9}{20}}=9:20=0,45}
zapis koji se pojavljuje kad se u nazivniku kao jedini prim faktori javljaju brojevi 2 i 5.
Periodični decimalni broj:
{\displaystyle {\frac {4}{21}}=4:21=0,{\dot {1}}9047{\dot {6}}}
zapis koji se pojavljuje kada se niti broj 2 niti broj 5 ne javljaju kao prim faktori nazivnika, interval znamenki od prve do druge točke se ponavlja (tzv. period) do beskonačnog broja znamenki iza decimalnog zareza.
Mješoviti decimalni broj:
{\displaystyle {\frac {7}{12}}=7:12=0,58{\dot {3}}}
zapis koji se pojavljuje kad nazivnik sadrži i prim faktore 2 ili 5 i neke druge prim faktore, znamenka nad kojom je točka se ponavlja do beskonačnog broja znamenki iza decimalnog zareza.

## Osnovne operacije s razlomcima
Razlomci istih nazivnika se zbrajaju tako da se zbroje brojnici, dok je nazivnik rezultata jednak nazivniku razlomaka :
{\displaystyle {\frac {5}{7}}+{\frac {1}{7}}={\frac {5+1}{7}}={\frac {6}{7}}}
Razlomci različitih nazivnika se zbrajaju tako da ih svedemo na najmanji zajednički nazivnik i onda ih zbrojimo:
{\displaystyle {\frac {1}{4}}+{\frac {1}{6}}={\frac {3}{12}}+{\frac {2}{12}}={\frac {5}{12}}}
Umnožak dvaju razlomaka jednak je razlomku čiji je brojnik jednak umnošku brojnika, a nazivnik jednak umnošku nazivnika razlomaka koje množimo: 
{\displaystyle {\frac {2}{3}}\cdot {\frac {4}{5}}={\frac {8}{15}}}
Razlomak se dijeli razlomkom tako da se djeljenik pomnoži recipročnom vrijednošću djelitelja:
{\displaystyle {\frac {2}{5}}:{\frac {1}{3}}={\frac {6}{5}}}

## Uređaj u skupu racionalnih brojeva
Dva racionalna broja {\displaystyle {\frac {a}{b}}} i {\displaystyle {\frac {c}{d}}} jednaka su ako je {\displaystyle ad=bc}. Razlomci istih nazivnika se uspoređuju tako da se usporede njihovi brojnici. Veći je onaj razlomak čiji je brojnik veći, i obratno, manji je onaj razlomak koji ima manji brojnik. Ako su nazivnici različiti prethodno se razlomci svode na zajednički nazivnik, pa se onda uspoređuju.

## Racionalne sredine

### Aritmetička sredina
Aritmetička sredina dva racionalna broja {\displaystyle {\frac {a}{b}}}, {\displaystyle {\frac {c}{d}}} je broj 
{\displaystyle {\frac {1}{2}}{\frac {ad+bc}{bd}}}. Lako se pokaže da je aritmetička sredina dva racionalna broja po veličini između ta dva broja.

### Medijant
Ako su prirodni brojevi {\displaystyle a,b} te {\displaystyle c,d} redom relativno prosti, kažemo da je {\displaystyle m={\frac {a+c}{b+d}}} medijant racionalnih brojeva {\displaystyle r={\frac {a}{b}},s={\frac {c}{d}}}. Nije teško pokazati da vrijedi {\displaystyle r\leq m\leq s}, tj. da se medijant nalazi između dvaju zadanih racionalnih brojeva, a otuda dolazi i naziv medijant.
Tada pišemo {\displaystyle {\frac {a}{b}}\oplus {\frac {c}{d}}={\frac {a+c}{b+d}}}. Taj se simbol koristi zbog toga što podsjeća na čestu grešku u zbrajanju dva razlomka.

### Konveksna kombinacija
Također, za svaki racionalni broj {\displaystyle \lambda }, {\displaystyle 0\leq \lambda \leq 1} vrijedi
{\displaystyle r\leq (1-\lambda )r+\lambda s\leq s}. Izraz u sredini nazivamo konveksnom kombinacijom brojeva {\displaystyle r,s.} Gornji identitet pokazuje da je zapravo bilo koji interval racionalnih brojeva bijektivan s bilo kojim drugim intervalom racionalnih brojeva jer su potonja dva oba bijektivna s intervalom {\displaystyle [0,1]}.

## Djeljivost
Ako su a, b, c brojevi iz skupa cijelih brojeva {\displaystyle \mathbb {Z} } a je djeljiv s b ako postoji cijeli broj c takav da je a = b × c. Tu činjenicu upotrebljavamo kod "skraćivanja" razlomaka, naime, ako se razlomak {\displaystyle {\frac {a}{b}}} može napisati kao {\displaystyle {\frac {xk}{yk}}} gdje je {\displaystyle k\in \mathbb {Z} } tada su razlomci {\displaystyle {\frac {a}{b}}} i {\displaystyle {\frac {x}{y}}} jednaki.

## Ostalo
Skup racionalnih brojeva {\displaystyle \mathbb {Q} } skup je svih klasa ekvivalencije na skupu {\displaystyle \mathbb {Z} } x {\displaystyle \mathbb {N} }, odnosno izomorfan je skupu {\displaystyle \mathbb {Q} } = {m/n : m {\displaystyle \in \mathbb {Z} }, n {\displaystyle \in \mathbb {N} }}.
Dok su skupovi prirodnih {\displaystyle \mathbb {N} } i cijelih {\displaystyle \mathbb {Z} } brojeva diskretni, tj. sastoje se od izoliranih točaka, skup racionalnih brojeva {\displaystyle \mathbb {Q} } je gust, jer se između svaka dva različita racionalna broja nalazi još beskonačno mnogo racionalnih brojeva.
Skup {\displaystyle \mathbb {Q} } je prebrojiv, tj. ekvipotentan skupu prirodnih brojeva {\displaystyle \mathbb {N} }. To znači da između skupa prirodnih i racionalnih brojeva postoji bijekcija, odnosno da ta dva skupa imaju jednak, beskonačan, broj elemenata. Za razliku od skupa realnih brojeva {\displaystyle \mathbb {R} }, skup racionalnih brojeva nije prebrojiv skup.
Skup racionalnih brojeva je uređeno polje. Kako za njeg vrijedi Arhimedov aksiom, kažemo da je {\displaystyle \mathbb {Q} } uređeno Arhimedovo polje.